# 照井秀夫
照井 秀夫（てるい ひでお、1928年7月8日 - 2018年12月26日）は、日本の実業家であり、日本の水産業に長年貢献した人物である。
長男は実業家、モデルの照井憲宇。

## 人物・来歴
北海道函館市出身。8人兄弟の五男として生まれる。戦時中、志願し特攻隊に入隊、零戦にて訓練を受けたが、偵察機のパイロットを務めることになった。兄の亦平はフィリピン・レイテ沖海戦にて戦没した。

## 公職および団体歴
- 1946年（昭和21年）10月 - 1949年（昭和24年）10月　北海道水産業会 勤務
- 1946年（昭和24年10月 - 1961年（昭和36年）7月　北海道漁業協同組合連合会 勤務
- 1961年（昭和36年）7月 - 1963年（昭和38年）1月　北海道指導漁業協同組合連合会 勤務
- 1963年（昭和38年）1月 - 1967年（昭和42年）8月　同会　漁政課長
- 1967年（昭和42年）8月 - 1968年（昭和43年）7月　同会　漁政部長
- 1968年（昭和43年）7月 - 1972年（昭和47年）7月　同会　参事
- 1972年（昭和47年）7月 - 1974年（昭和49年）7月　同会　常務理事
- 1974年（昭和49年）7月 - 1990年（平成2年）11月　同会　専務理事
- 1990年（平成2年）11月 - 1992年（平成4年）5月　同会　副会長理事
- 1992年（平成4年）7月 - 1999年（平成11年）8月　（社）日本水難救済会北海道支部 参与
- 1992年（平成4年）7月 - 1999年（平成11年）8月　北海道指導漁業協同組合連合会 参与
- 1992年（平成4年）7月 - （社）北海道水産会 参与
- 1990年（平成2年）5月 -　北海道水産政治協会 幹事長

## 関連人物
- 照井憲宇
- 横路孝弘
- 武部勤
- 小泉純一郎
- 鈴木宗男
- 中川昭一
- 町村信孝